# アルコRS-11形ディーゼル機関車
アルコRS-11は、アルコ（アメリカン・ロコモティブ）が生産した車軸配置B-B、ロード・スイッチャータイプの電気式ディーゼル機関車である。RS-3の出力を増強したモデルで、1956年2月から1961年5月にかけて合計426両が製造された。うち327両がアメリカ国内へ、99両がメキシコへ納入された。

## 解説
本形式は、アルコのヒット作であるRS-3に替わるモデルとして設計された。搭載するエンジンが244型から251型へと変更され、出力は1,800馬力(1,300kW)となった。これは、その2年前から製造開始された1,800馬力のGM-EMD製GP9への対抗馬としてのものであった。
ルーツ式スーパーチャージャーを備えたGP9と比較すると、ターボチャージャーを備えた本形式は加速に優れ、粘着牽引力も強く燃費もよかった。使い勝手のよさから、重量貨物列車の牽引から旅客列車の牽引まで幅広い用途に使用された。

## 新製時の所有者
もっとも多くのRS-11を所有したのは、ノーフォーク・アンド・ウェスタン鉄道(NW)であった。99両を購入し、1964年のニッケル・プレート鉄道(NKP)との合併後にはさらに35両を購入した。ほかにもノーザン・パシフィック鉄道(NP)、ペンシルバニア鉄道(PRR)、サザン鉄道、メキシコのメキシコ国鉄(NdeM)も導入し、4社とも追加発注をした。
そうして8年間にわたり合計426両が製造され、アメリカへ327両、メキシコへ99両が納められた。この成功により、アルコはロード・スイッチャー製造においてEMDの対抗勢力たる地位を確固たるものにした。

## 現況
2007年現在でも複数の車両が稼働しており、アメリカ国内の支線においてその姿を見ることができる。